# Galassia di Markarian

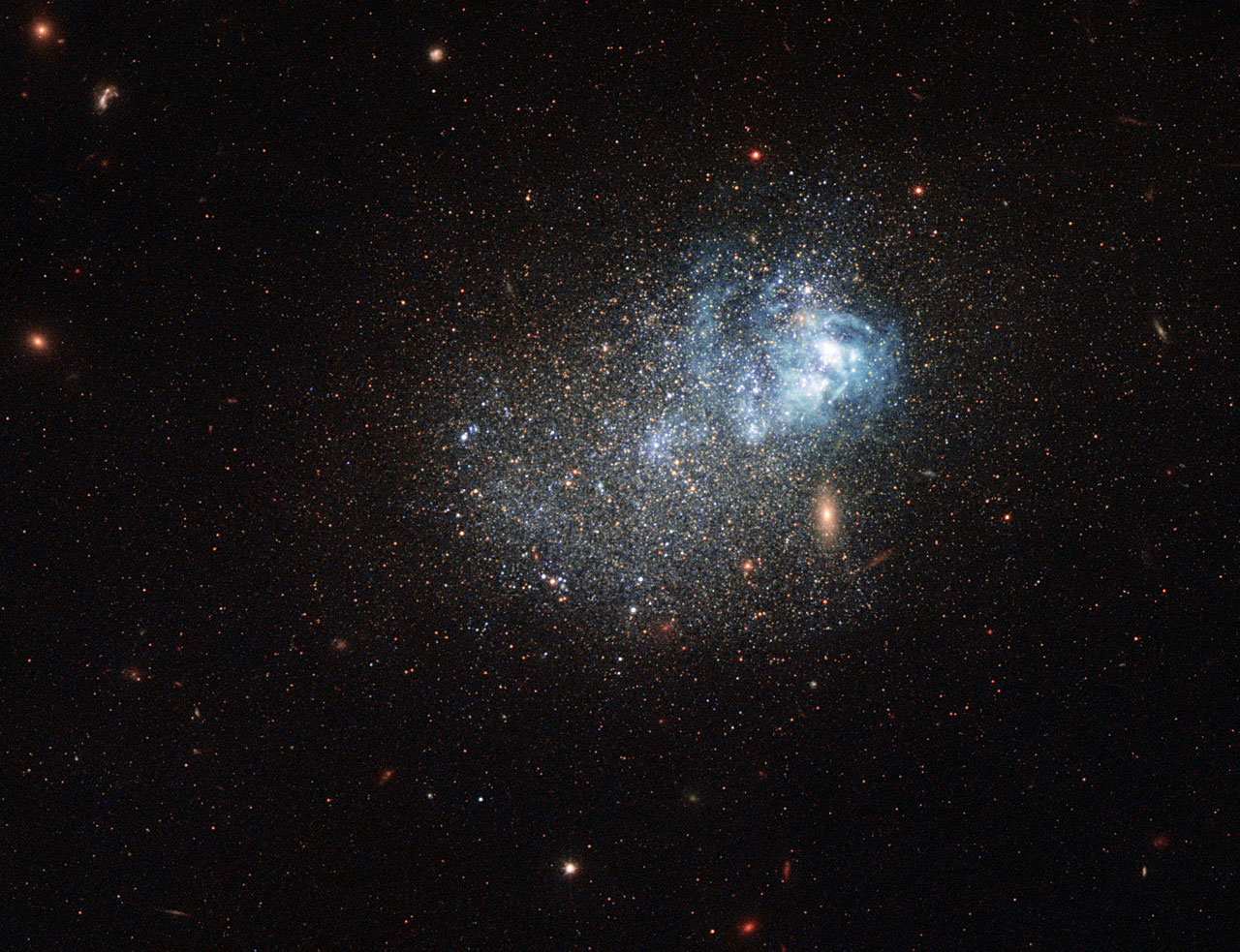
La galassia nana Markarian 209.

Le galassie di Markarian sono una classe di nuclei galattici attivi caratterizzati da un'emissione nell'ultravioletto molto più intensa di quella delle altre galassie. Le prime galassie con tali caratteristiche furono identificate nella seconda metà degli anni sessanta del Novecento dall'astrofisico armeno Benjamin Markarian, da cui prendono il nome.
Il nucleo di una galassia di Markarian avrebbe un intenso colore blu, associato a stelle di classe O, B ed A, che non troverebbe riscontro nella restante porzione della galassia. Le galassie mostrerebbero uno spettro continuo che non sarebbe il risultato di sola emissione termica.
Le galassie descritte nel Catalogo di Markarian sono numerate progressivamente e sono indicate come Markarian o con le abbreviazioni Mrk, Mkr e Mkn (e più raramente come Ma, Mk e Mark).

## Storia

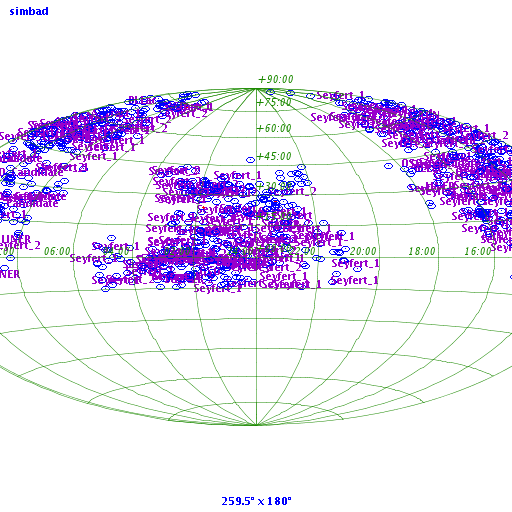
Distribuzione delle galassie di Markarian osservabili. Le porzioni apparentemente vuote sono dovute alla presenza della Via Lattea.

L'astrofisico armeno Benjamin Markarian programmò di studiare l'emissione nell'ultravioletto delle galassie attive e, a tale scopo, avviò nel 1965 una campagna osservativa col telescopio Schmidt dell'osservatorio di Byurakan volta a individuare quelle galassie che presentavano un eccesso di emissione nell'ultravioletto. Il telescopio aveva uno specchio di 132 cm e una lastra correttiva di 102 cm. Il prisma utilizzato aveva una dispersione di 180 nm/mm; il tal modo, lo strumento riusciva ad essere efficace nell'osservazione di galassie con magnitudine fino a 17,5. Furono scoperte settanta galassie che presentavano uno spettro continuo nell'ultravioletto, che furono etichettate come galassie di Markarian, che entrò nell'uso specialistico. La campagna osservativa proseguì fino al 1978, mentre l'analisi dei dati proseguì fino al 1980. Infine, furono osservate 1 500 galassie, con i dati che erano stati progressivamente pubblicati tra il 1969 e il 1981 sulla rivista Astrofizika edita in russo dall'Accademia nazionale delle scienze armena. I dati furono ulteriormente raccolti in un catalogo, denominato First Byurakan Survey, che non fu pubblicato.
Una seconda campagna osservativa, denominata Second Byurakan Survey (SBS, SBSSS, BSS, MrkII, Markarian II), è stata condotta nel 2005 per estendere la ricerca a oggetti di magnitudine inferiore. Sono stati raccolti dati riferiti a 1 700 stelle (SBSS) e 1 863 galassie (SBSG, delle quali 155 sono galassie di Seyfert, 596 sono quasar e 10 sono blazar).

## Caratteristiche
I cataloghi riportano una sigla identificativa, le coordinate, il tipo spettrale, le dimensioni angolare e la forma per ciascun elemento. Le galassie sono indicate con la lettera "s" se hanno aspetto stellare o con la lettera "d" se hanno un aspetto diffuso. Inoltre, un numero - pari a 1, 2 o 3 - indica se l'emissione nell'ultravioletto è forte, moderata o debole. Se nelle osservazioni erano state osservate delle linee di emissione, una lettera "e" veniva aggiunta alla sigla per segnalarlo. Nel catalogo sono presenti anche degli oggetti spuri, la cui osservazione è stata sporcata dalla presenza di una gigante blu nelle vicinanze. Alcuni oggetti, inoltre, vi compaiono due volte, come Mrk 107 e Mrk 20, Mrk 1318 e Mrk 49 e Mrk 890 e Mrk 503.
Nel catalogo sono presenti galassie di Seyfert, galassie starburst, regioni H II, nuclei galattici attivi, oggetti BL Lacertae e quasar. Altri, sono gigantesche regioni di idrogeno ionizzato quali Mrk 59, 71, 86b, 94, 256b, 404, 489b, 1039, 1236, 1315 e 1379a. In alcuni oggetti sono presenti getti relativistici; in molte, l'attività che origina la brillantezza nell'ultravioletto risulta confinata in piccole regioni.